# Janusz Niczyporuk
Janusz Dariusz Niczyporuk (ur. 6 stycznia 1964 w Lublinie) – profesor nauk prawnych, administratywista, sędzia Sądu Najwyższego.

## Życiorys
W latach 1970–78 był uczniem Szkoły Podstawowej nr 7 w Lublinie. Jest absolwentem III Liceum Ogólnokształcącego im. Unii Lubelskiej w Lublinie, gdzie w roku 1982 zdał egzamin maturalny.
W latach 1982–1987 odbył studia prawnicze na Wydziale Prawa Uniwersytetu Marii Curie-Skłodowskiej w Lublinie. W 1989 złożył egzamin sędziowski, a w 1991 – radcowski.
Od 1987 roku jest zatrudniony w Katedrze Postępowania Administracyjnego UMCS, w 2018 pełnił funkcję jej kierownika. Doktorat uzyskał w 1996 roku, a habilitację w 2007. W 2018 roku otrzymał tytuł profesora nauk prawnych.
Jest autorem publikacji z zakresu prawa administracyjnego, prawa samorządu terytorialnego, publicznego prawa gospodarczego i nauki o administracji.
W roku akademickim 1985/1986 pełnił funkcję prezesa SKNP UMCS. Od 2014 Kawaler Zakonu Rycerskiego Grobu Bożego w Jerozolimie.
W 2018 w trakcie kryzysu wokół Sądu Najwyższego w Polsce zgłosił swoją kandydaturę na sędziego Izby Kontroli Nadzwyczajnej i Spraw Publicznych Sądu Najwyższego. 10 października 2018 prezydent Andrzej Duda powołał go do pełnienia urzędu sędziego Sądu Najwyższego w Izbie Kontroli Nadzwyczajnej i Spraw Publicznych i 25 października 2018, mimo kontrowersji związanych z procesem nominacyjnym w trakcie kryzysu wokół Sądu Najwyższego, rozpoczął orzekanie. 